# 渋川佑賢
渋川 佑賢（しぶかわ すけかた、文政11年（1828年） - 安政4年10月15日（1857年12月1日））は、幕末期の江戸幕府天文方。天文方渋川景佑の次男。敬直の弟。幼名は孫太郎。通称は膳司、後に助左衛門。
水野忠邦の側近であった兄敬直が水野の失脚後に豊後臼杵藩に配流されたため、弘化4年（1847年）に天文方見習となり、安政4年（1857年）3月に前年の父の死を受けて天文方を継いだが、その年のうちに没した。このため、敬直の子である敬典が養子となって跡を継いだ。

## 系譜
- 父：渋川景佑
- 母：不詳
- 妻：不詳
- 養子：渋川敬典 - 渋川敬直の子